# Жу (озеро)
Жу (фр. Lac de Joux) — озеро в Швейцарии.
Озеро находится в одноимённой долине в горах Юра на высоте 1004 м над уровнем моря. Это самое высокое из озёр Швейцарии с площадью поверхности более 5 км². Жу имеет форму вытянутого овала с диаметрами в 9 км и 1 км, площадь зеркала — около 9,5 км². Через озеро протекает река Орба. В 200 м севернее расположено маленькое озеро Брене (0,8 км²), но находящееся на высоте 1002 м.
Озеро находится приблизительно в 50 км севернее от Женевы и Лозанны на территории кантона Во.